# Халцедон
Халцедо́н — полупрозрачный минерал, скрытокристаллическая тонковолокнистая разновидность кварца. Полупрозрачен или просвечивает в краях, цвет самый разный, чаще от белого до медово-жёлтого. Образует сферолиты, сферолитовые корки, псевдосталактиты или сплошные массивные образования. Твёрдость 6,5—7. Имеет много разновидностей, окрашенных в различные цвета: красноватый (сердолик или карнеол), красновато-коричневый (сардер и сардоникс), полосчатый оникс, зеленоватый (хризопраз), голубоватый (сапфирин), непрозрачный тёмно-зелёный с ярко-красными пятнами или полосами (гелиотроп) и другие. Используется в изготовлении ювелирных изделий как поделочный камень. Полосчатый халцедон, состоящий из отличающихся по оттенку, прозрачности и плотности слоёв, называется агатом. Из однородных или параллельно-полосчатых участков агата с древнейших времён вытачивали многослойные рельефные художественные изображения.
Название получил по древнегреческому городу Халкидон (в Малой Азии).

## Происхождение
Образуется из поствулканических гидротермальных растворов в базальтах, андезитах, реже в риолитах вместе с цеолитами, аметистом, кальцитом. В корах выветривания, при катагенезе карбонатных отложений.
Встречается в виде сферолитовых корок с почковидной поверхностью, отдельных желваков, конкреций, прожилок. На поперечном сколе этих образований иногда можно видеть тонкополосчатую текстуру с удлинением волокон, перпендикулярным полосчатости. В почковидных корках и отдельных сферолитах волокна халцедона обычно направлены перпендикулярно поверхности агрегатов и имеют сложную веерообразную структуру. Микроскопические волокна халцедона образуют параллельные срастания, индивидуальные волокна группируются в пучки толщиной от нескольких микрон до 50 мкм. В жеодах толщина слоёв может достигать нескольких сантиметров.

## Месторождения
Широко распространённый минерал. Встречается во многих точках России (Подмосковье, Приморье и др). Известные месторождения находятся в Бразилии, Индии, на Мадагаскаре, в Уругвае, Шотландии (Грей-Киллин, Южный Пертшир), эффузивные массивы Закавказья, на Украине.
Старейший центр добычи и обработки халцедонов находится в Германии, большие месторождения расположены в Восточной Сибири в России, в Крыму, Шри-Ланке, Австралии, США, Италии, Польше и Чехии.

## Разновидности
Большинство разновидностей халцедона, представляющих собой поделочные или полудрагоценные камни, имеют значительно бо́льшую известность, чем сам халцедон. Прежде всего, известность эта опирается на исторические факты и литературные тексты, а также на современную коммерческую и рекламную деятельность. В подавляющем большинстве случаев торговцы ювелирными изделиями продают не сам халцедон, но такие камни как сердолик, агат, хризопраз или оникс. Кроме того, в торговой практике присутствует широкая практика применения вторичных названий минералов, как правило, красивых или звучных, ещё более запутывающих дело. Почти все разновидности халцедона более или менее пористые, что позволяет пропитывать их различными составами для придания (усиления) искусственной окраски. Сама по себе эта практика не имеет отношения к минералогии, однако приводит к увеличению числа несуществующих минералов. Таковы, например, «эмеральдин», или «синий лунный камень», обозначающие халцедон, окрашенный в зелёный или синий цвет; «немецкая», «швейцарская» или «ложная ляпис-лазурь» для подкрашенной в синий цвет яшмы; «хризопраз» для тонированного в зеленоватый цвет агата. Эти названия с начала 1960-х годов запрещены международным соглашением:441. Кроме того, ювелиры также множат разновидности отдельных категорий, создавая особые минералы по их внешнему виду. Таким образом, наряду с «простым» агатом появляются более подробные разновидности халцедона с включениями, создающими различный тип рисунков. Среди подобным примеров широко известный «моховой агат», «звёздчатый агат» и другие подобные им. Однако и эти названия являются только торговыми и в научной среде не поддерживаются.
Тем не менее широко бытующие разновидности халцедона остаются значительно более известны, чем основной минерал, их образующий, что приводит к необходимости, как минимум, популяризировать информацию об их общей природе. Таким образом, список минералов, под которым подразумевается халцедон или скрытокристаллическая (раскристализованная) разновидность кварца, даже без дополнительных подробностей оказывается достаточно длинным.
- Агат
- Гелиотроп
- Оникс
- Сапфирин
- Сардер или сард
- Сардоникс
- Сердолик или карнеол
- Хризопраз
- Яшма

## История применения

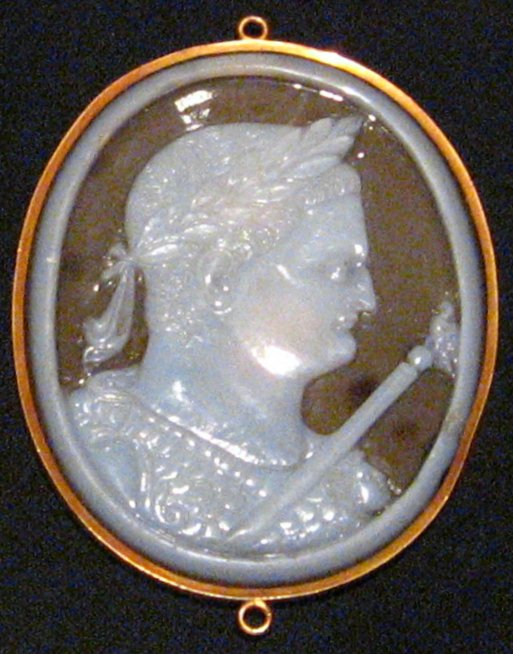
Камея из халцедона головы Тита, II век н. э.

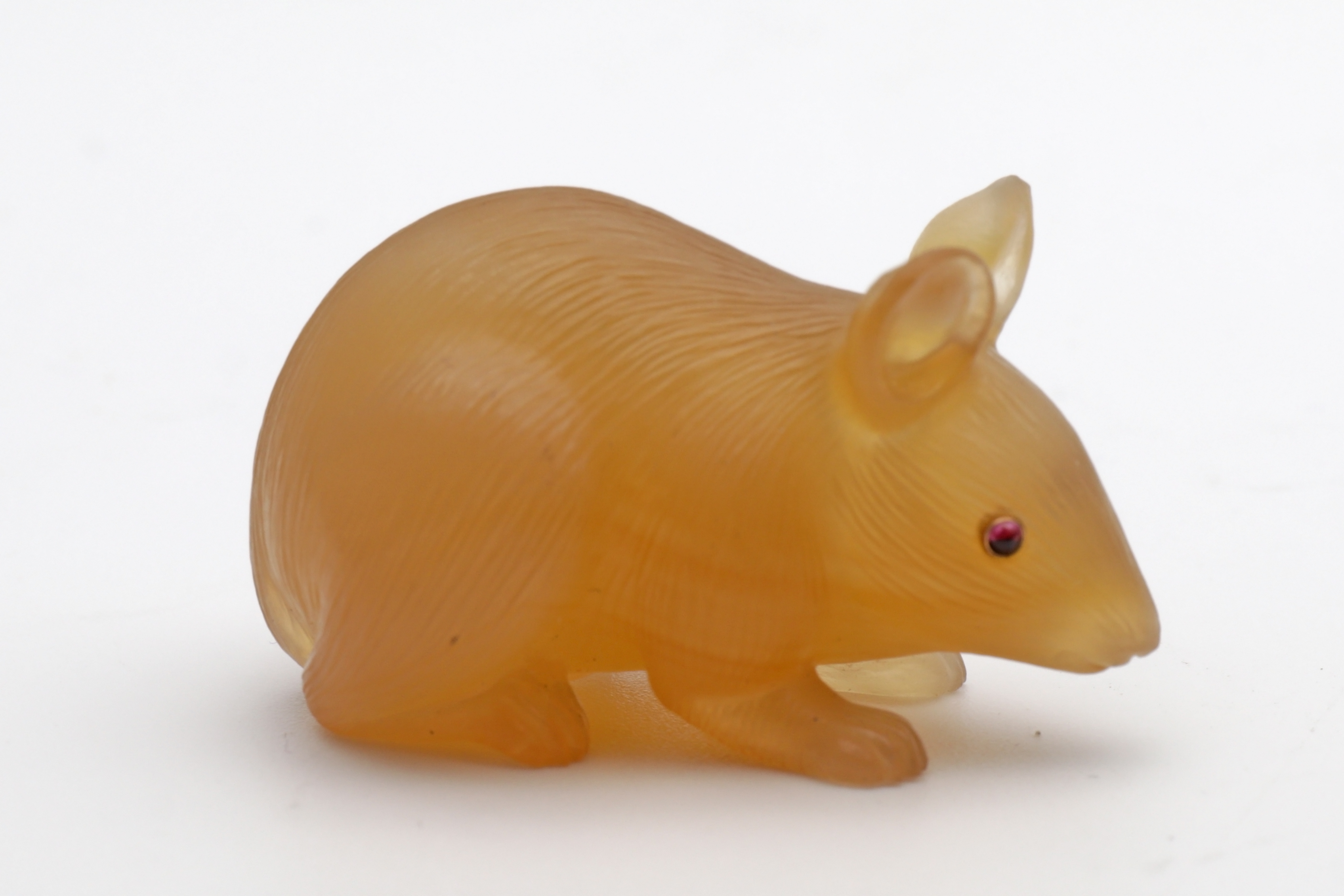
Халцедоновая мышь, автор Авенир Сумин

В Древней Греции искусство добычи и обработки самоцветов поднялось до невиданных высот. Поначалу все камни имели привозное происхождение. Поэтому таким значимым стало открытие в городе Халкидон на побережье Мраморного моря нового драгоценного камня, чья палитра цветов словно заключала в себе всё богатство красок. Камень назвали халцедоном, и открытие это положило начало созданию удивительных каменных украшений — гемм или камей, резных объёмных изображений на каменных кабошонах. Обыкновенно для этих целей употреблялись голубые, оранжевые и красные халцедоны — вообще же разновидностей камня насчитывается сегодня более ста, и каждая имеет своё название.
В античости халцедоны стали не только излюбленным материалом для ювелирных украшений в древнем мире — с этими камнями связывали множество легенд и преданий, и упоминания о них можно найти в религиозных текстах. Откровение Иоанна Богослова (21:19) упоминает халцедон (халкидон) как камень, украшающий третье (из двенадцати) основание стен небесного града Нового Иерусалима. Впрочем, при более внимательном рассмотрении списка камней, оказывается, что ещё четыре из них представляют собой известные разновидности халцедона: «первое яспис, <…> пятое сардоникс, шестое сердолик, <…> десятое хризопрас…»
В донаучную эпоху были широко распространены абсолютно безосновательные представления о лечебных свойствах различных камней, в том числе халцедона, которые можно встретить в трудах различных алхимиков и шарлатанов более позднего времени.
Популярность халцедона как поделочного камня после падения Древнего Рима и угасания античного мира под пятой варваров прошла, а искусство вырезать тончайшие геммы было на время утрачено.
О халцедоне вновь вспомнили в эпоху Ренессанса, и ещё более — с началом эпохи классицизма. Интерес к разновидностям халцедона подстегнули раскопки античных римских городов — геммы и камеи из сердолика, агата и сапфирина стали предметом желания самых высокопоставленных особ, они были предметом соперничества, их вставляли в броши, кольца, серьги, пряжки, ожерелья и диадемы. Продолжился интерес к античной культуре в высшем обществе и во времена расцвета ампира. Халцедон, как один из самых популярных в Древней Греции и Риме камней, вновь стал актуальным. Королевские дома Европы обладали огромными коллекциями гемм и камей — особенно славилось собрание Эрмитажа, в котором насчитывалось много тысяч камей, как современного производства, так и найденных в археологических раскопках того времени. Сохранилось описание коллекции — многочисленные стеллажи и горки, буквально заваленные камеями с мифическими сюжетами и головами, выполненными на халцедоне, сердолике, агате и сардониксе. Перстень из халцедона был у Наполеона, поэта Дж. Байрона, два таких перстня имел А. С. Пушкин.
Не потерял актуальности халцедон и в XX веке — он стал истинным символом российской поэзии начала столетия. Весь цвет русской интеллигенции того времени любил бывать в гостеприимном коктебельском доме Максимилиана Волошина, страстно любившего полосатые, голубые и оранжевые халцедоны, которые собирал прямо на морском побережье. Обладателями «ферлямпиксов», как называли крымские камешки гости Волошина, стали Андрей Белый, Осип Мандельштам, Алексей Толстой, Михаил Булгаков, Александр Грин, Николай Гумилёв, Марина Цветаева.

## Применение

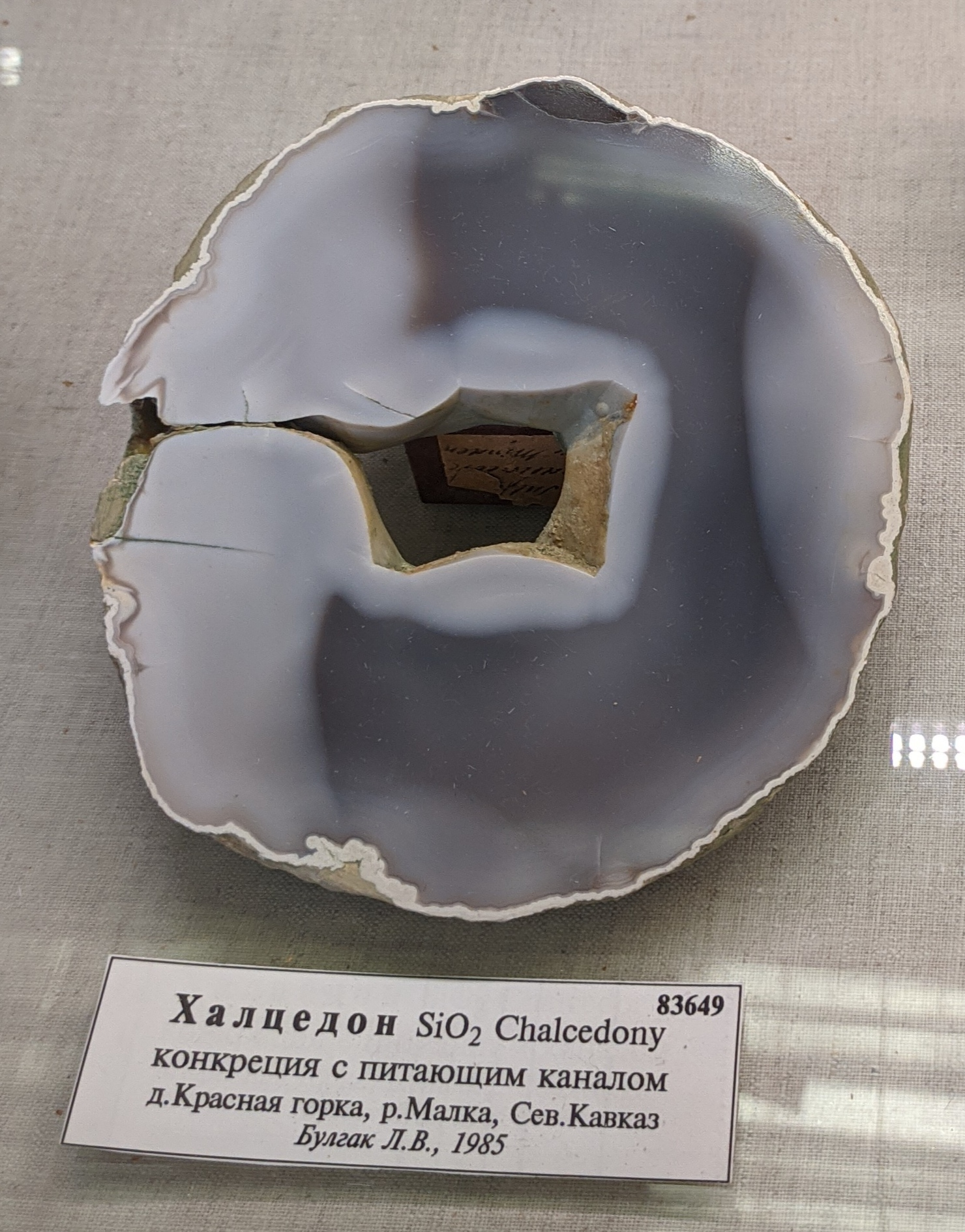
Халцедон — музейный экспонат

Из халцедона, наряду с агатом и алмазом, изготавливают опорные призмы точных и аналитических весов.
Цветные халцедоны — ювелирно-поделочные камни. Коллекционную ценность имеют образцы халцедона с ярко выраженными сталактитоподобными и почковидными формами.
Декоративную ценность имеют жеоды, центральные полости которых заполнены щётками хорошо образованных, чистых кристаллов аметиста.
Ювелирно-поделочным и коллекционным материалом являются моховики.
Халцедон до сих пор — один из излюбленных поделочных камней, популярнейший материал для всевозможных женских и мужских украшений, от романтичных бус до строгих запонок. Разнообразие расцветок и достаточная ценовая доступность делает его прекрасной основой и для создания статуэток, ваз, блюд, мозаик, инкрустации мебели, деталей интерьера. Плиткой из некоторых разновидностей халцедона облицовывают стены влажных помещений, из халцедона вырезают столешницы, раковины, рамы для картин и зеркал. Ленточный халцедон оникс — прекрасный материал для витражей и абажуров.